# みつばちの家
みつばちの家（みつばちのいえ）は、岐阜県岐阜市にある博物館。

## 概要
- 養蜂及びミツバチに関する博物館である。1981年（昭和56年）5月18日開館[2]。
- 公益社団法人みつばちの家の施設であり、管理運営も行う。公益社団法人みつばちの家は岐阜県養蜂組合連合会が主体となって設立した法人（設立時は財団法人）であり、みつばちの家の開館のために設立された[2]。
- 岐阜市畜産センター公園の一画にあるが[3]、岐阜市畜産センター公園とは管理者が異なる。また、みつばちの家の土地は岐阜市から無償提供されている[2]。
- ミツバチの生体、及び実際にミツバチがいる巣が展示され、巣内のミツバチの行動が観察できる。このミツバチの巣は屋外につながっている。
- 岐阜県まちかど美術館・博物館に登録されている。

## 施設概要
1階
- ロビー
- 展示室

2階
- 研修室
- 休憩室

### 主な展示内容
- 養蜂の紹介
- ミツバチの紹介
- ミツバチの生体及びミツバチの巣
- 養蜂生産物
- 蜜源植物
- ポリネーション

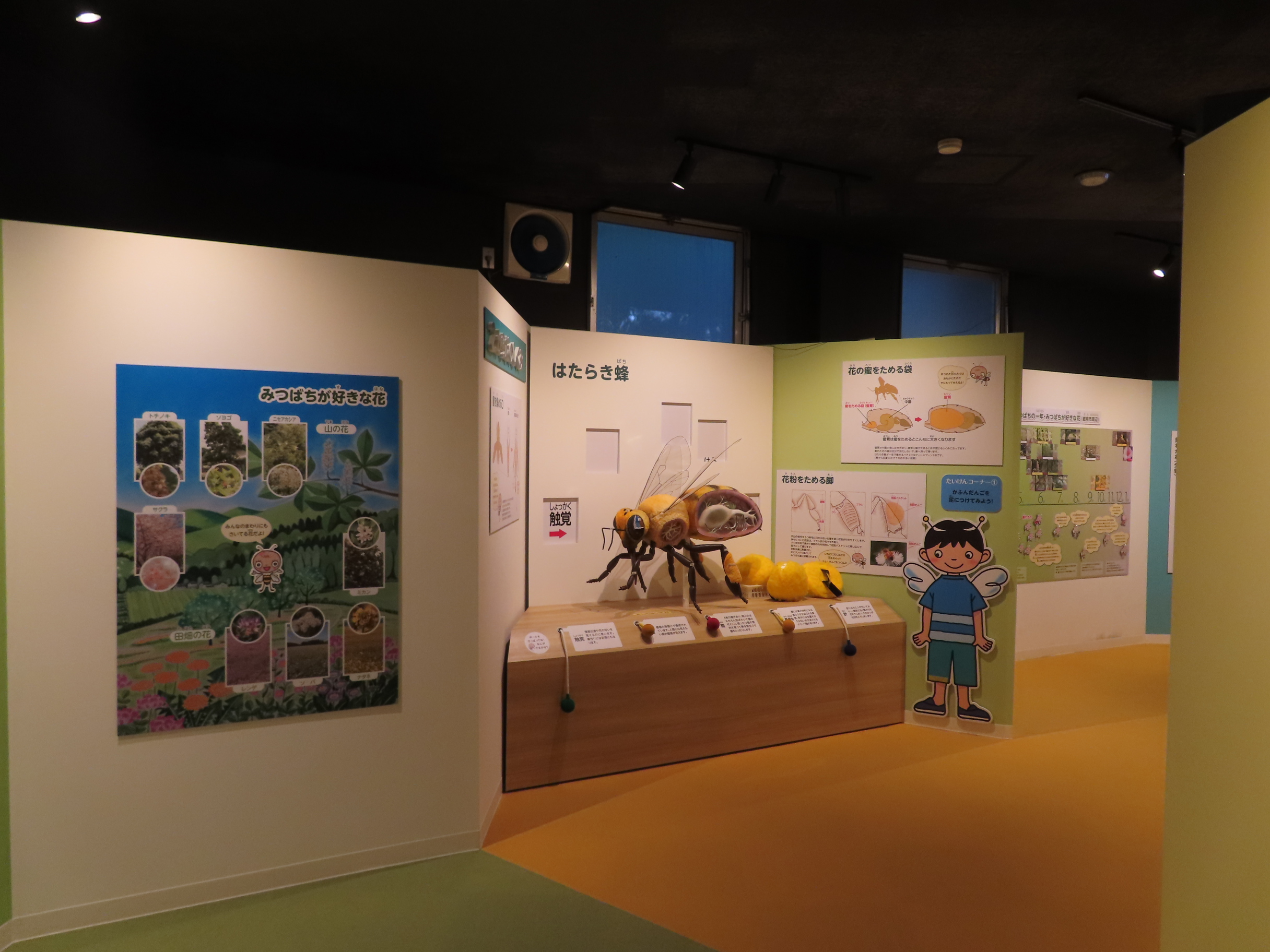
展示室
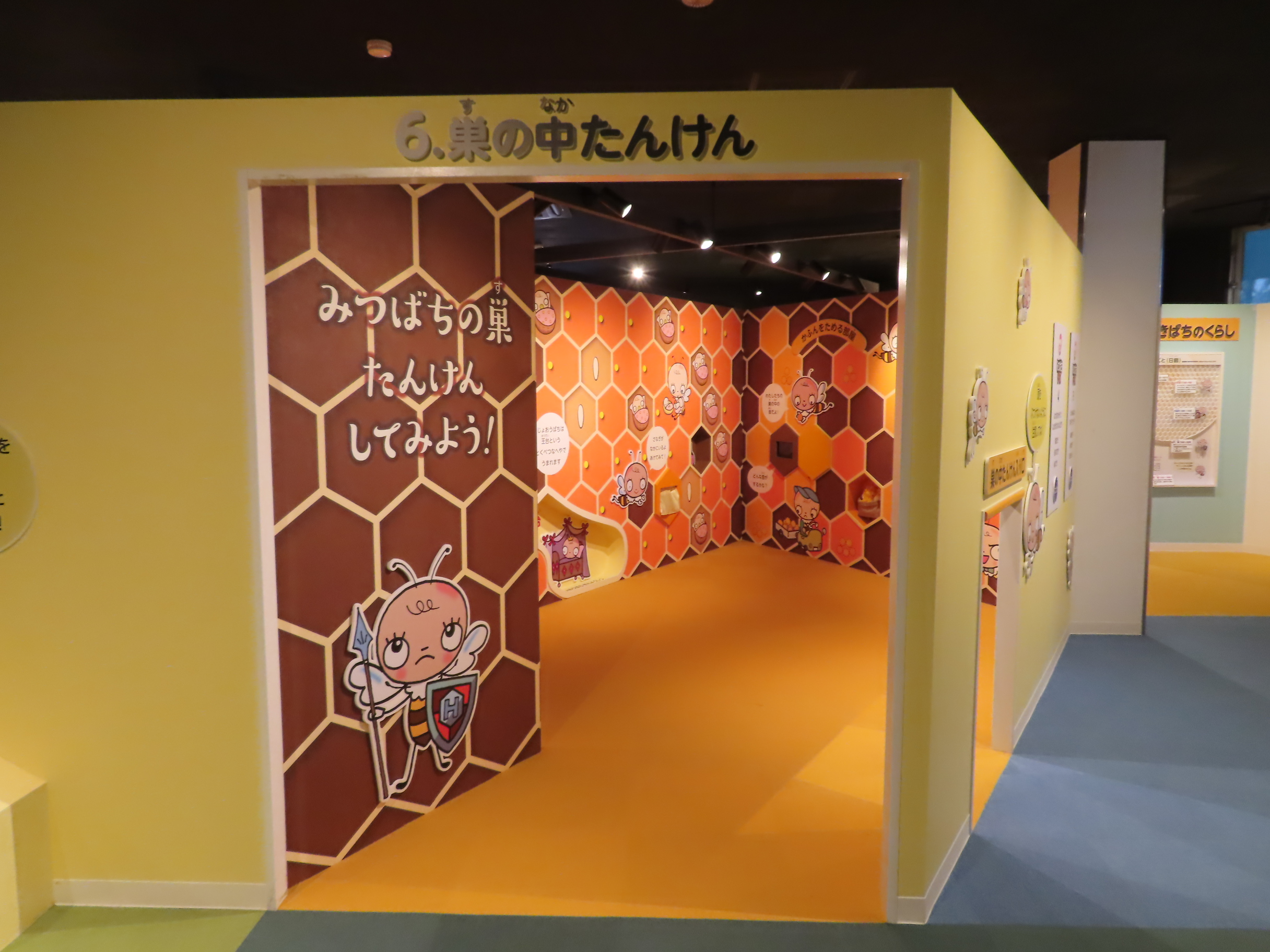
展示室（ミツバチの巣の紹介）
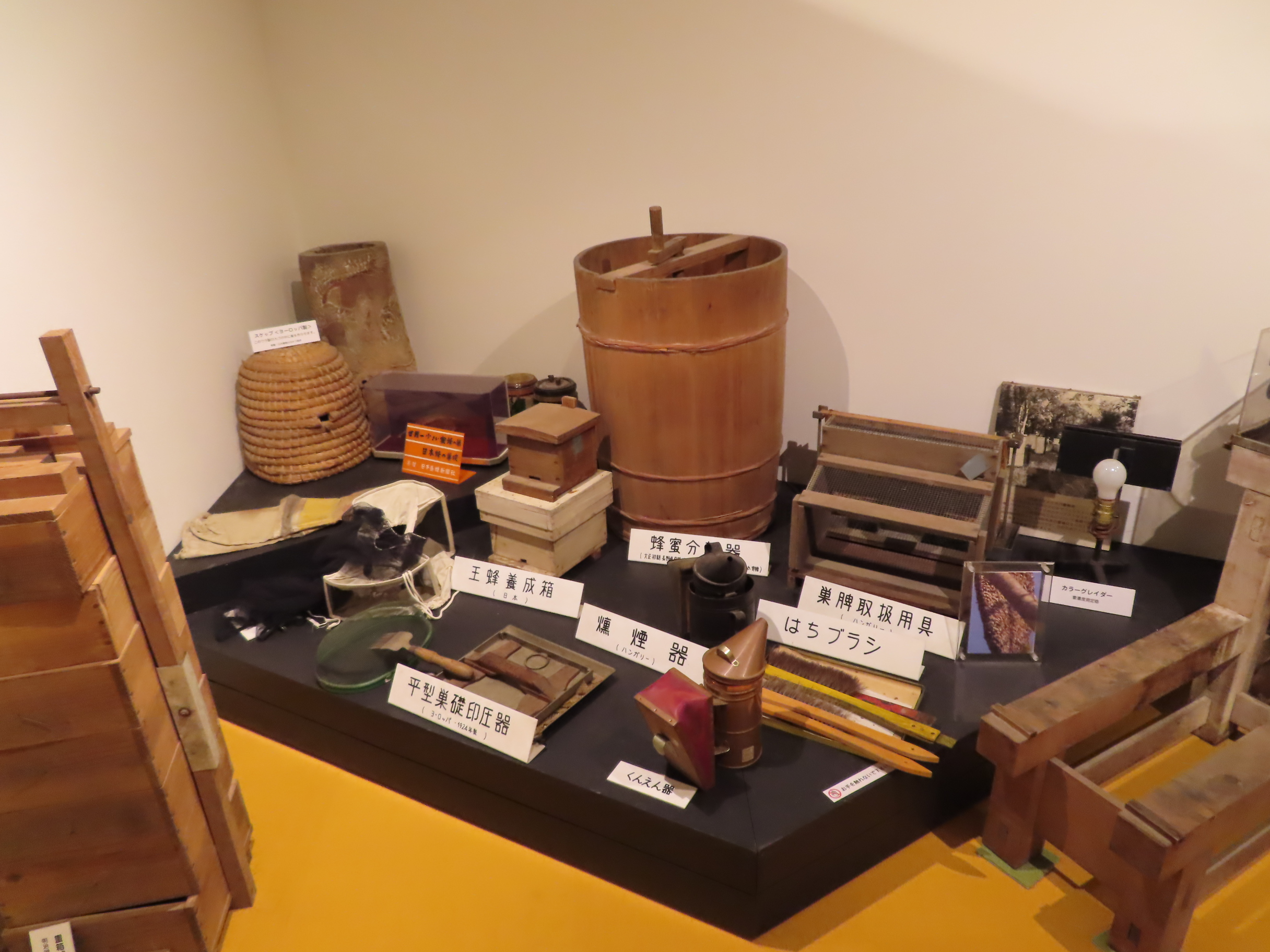
展示室（養蜂用道具の展示）

## 利用案内
- 所在地：岐阜県岐阜市椿洞776-3
- 開館時間：9:30 - 16:30
- 休館日：月曜日、冬期（12月1日 - 2月末）
- 入館料：無料
- 駐車場：岐阜市畜産センター公園と共用

## 交通アクセス

### 公共交通機関
- 岐阜バス「粟野」バス停より徒歩約40分
  - 岐阜駅（JR岐阜駅バスターミナル）・名鉄岐阜駅（名鉄岐阜のりば）より、岐阜高富線【N75】山県市役所・【N80】山県バスターミナル、岐北線【N85】谷合・【N86】塩後・【N82】山県高校、高美線【N72】中濃庁舎、岐阜女子大線【N73】岐阜女子大学行き

### 自動車
- 県道77号岐阜環状線「岐阜北警察署前」交差点を北上し、 「打越本郷」交差点を右折

## 周辺施設
- 岐阜市畜産センター公園
- 岐阜薬科大学薬草園